# Kalverstraat
A Kalverstraat Amszterdam legjelentősebb bevásárlóutcája. A 17. századig itt tartották a városi borjúpiacot (kalvermarkt). Az utca a Dam térről indul és a Muntpleinbe torkollik. Kb. 750 méter hosszú. Hollandia legdrágább bevásárlóutcája, az üzletek havi bére eléri a 2200 euro/m²-t (2007-es adat). 2006-ban a világszinten a huszonegyedik legdrágább bevásárlóutca volt a bérleti díjakat tekintve. Az első bevásárlóközpont, a HEMA, 1926-ban nyitotta meg kapuit.
A hagyomány szerint 1345-ben egy eucharisztikus csoda történt egy Kalverstraat és Rokin között lakóházban (Mirakel van Amsterdam).
A Kalverstraat 154. szám alatt élt 1892 és 1895 között Piet Mondrian.
1945. május 7-én a Kalverstraat és a Dam tér sarkán álló épület emeletéről részeg német katonák tizenkilenc civilt lőttek le, akik a második világháború végét és a náci uralom alól való felszabadulást ünnepelték.
1977-ben a Kalversstraat 9. szám alatt tűz ütött ki, harminchárom áldozatot követelve.

## Külső hivatkozások
Kalverstraat Online (angolul)